# Phostria satanas
Phostria satanas là một loài bướm đêm trong họ Crambidae.